# جزيرة مونتريال
جزيرة مونتريال هي جزيرة تقع جنوب غرب كيبك في كندا، عند التقاء نهر سانت لورانس بنهر أوتاوا. يفصلها عن جزيرة جيسوس (لافال) نهر المروج.
الجزيرة على شكل كيد (أحد أطرافها يشير إلى الغرب والآخر يشير إلى الشمال الشرقي). وهي أكبر جزيرة في أرخبيل هوشيلاغا وثاني أكبر جزيرة في نهر سانت لورنس (بعد جزيرة أنتيكوستي التي تقع في خليج سانت لورنس). يتسع نهر سانت لورنس ليفتح على بحيرة سانت لويس جنوب غرب الجزيرة، ويضيق عند لاشين رابيدز، ثم يتسع مرّة أخرى على حوض لابريري قبل أن يتحول إلى سانت لورنس مرة أخرى ويتدفق نحو مدينة كيبك. تقع جزيرة سانت هيلين وجزيرة نوتردام في سانت لورنس جنوب شرق وسط مدينة مونتريال.
يتّسع نهر أوتاوا ليصبح بحيرة الجبلين شمال غرب الجزيرة. تمتد قناة سانت آن دي بيلفو بين الطرف الغربي من الجزيرة وجزيرة بيروت، وتربط بحيرة الجبلين ببحيرة سانت لويس.
يبلغ طول الجزيرة حوالي 50 كم وعرضها 16 كم عند أوسع نقطة. وتبلغ مساحتها 499 كم مربع، وتشمل منطقة مونتريال الإدارية وجزيرة الراهبات وجزيرة نوتردام وجزيرة سانت هيلين وجزيرة دورفال والعديد من الجزر الصغيرة الأخرى يبلغ طول خط شاطئ جزيرة مونتريال 266 كم. وتقع في منتصفها قمم مونت رويال الثلاثة. ينفصل الجزء الجنوبي الغربي للجزيرة بقناة لاشين بين لاشين والميناء القديم في مونتريال. هذا الجزء من الجزيرة مقسم جزئياً بواسطة قناة دي لاكودوك، والتي تتدفق بالتوازي مع قناة لاشين بدءاً من حي لاسال وتمتد بين أقاليم لو سود-ويست وفيردون.

## البلدات
- بيه دورفيه (كيبك)
- بيكونسفيلد (كيبك)
- كوت سان لوك (كيبك)
- دولار ديزورمو (كيبك)
- دورفال (كيبك)
- آمستد (كيبك)
- كيركلاند (كيبك)
- مونتريال
- مونتريال إيست (كيبك)
- مونتريال كويست (كيبك)
- مونت رويال (كيبك)
- بوينت كلير (كيبك)
- سانت آن دو بيلفو
- سينيفيل (كيبك)
- ويسماونت (كيبك)

## السكان
| 1876         | 1890         | 1931      | 1941      | 1951      | 1961      | 1971      | 1981      | 1991      | 1996      | 2001      | 2006      | 2011      |
| ------------ | ------------ | --------- | --------- | --------- | --------- | --------- | --------- | --------- | --------- | --------- | --------- | --------- |
| est. 120,000 | est. 200,000 | 1,003,868 | 1,116,800 | 1,320,232 | 1,747,696 | 1,959,180 | 1,760,122 | 1,775,871 | 1,775,846 | 1,812,723 | 1,854,442 | 1,886,481 |

## مطالعة إضافية
- Adams, Frank D., and O. E. LeRoy. The Artesian and Other Deep Wells on the Island of Montreal. Montreal: [s.n.], 1906. (ردمك 0-665-72208-7)
- Bosworth, Newton. Hochelaga Depicta The Early History and Present State of the City and Island of Montreal. Toronto: Coles Pub. Co, 1974. (Table of Contents)[وصلة مكسورة]
- Fisher, John. Memorial in Support of the Petition of the Inhabitants and Proprietors of the City and Island of Montreal Praying That the Ecclesiastics of St. Sulpice May Not Be Constituted a Body Corporate and Ecclesiastical, and Their Title Confirmed to Certain Valuable Seigniories and Estates. Montreal?: s.n, 1840. (ردمك 0-665-64087-0)
- Mackay, Murdo. The Language Problem and School Board Reform on the Island of Montreal. Ottawa: National Library of Canada, 1988. (ردمك 0-315-38290-2)
- Parks Canada. Montréal, a City Steeped in History Guide to Nationality Significant Places, Persons and Events on the Island of Montréal. Québec: Parks Canada, 2004. (ردمك 0-660-19274-8)
- Russell, Ken. Metropolitan Government on the Island of Montreal. Toronto: Osgoode Hall Law School, 1972.
- Sancton, Andrew. Governing the Island of Montreal Language Differences and Metropolitan Politics. Lane studies in regional government. Berkeley: University of California Press, 1985. (ردمك 0-520-04906-3)
- Savoie, Josée. Neighbourhood Characteristics and the Distribution of Crime on the Island of Montréal. Crime and justice research paper series, no. 007. Ottawa: Statistics Canada, 2006. (ردمك 0-662-43395-5)
- Stansfield, John. The Pleistocene and Recent Deposits of the Island of Montreal. Ottawa: Government Printing Bureau, 1915.

## وصلات خارجية
- الأعلام والشعارات